# Sfil
Sfil, qui signifie à l’origine Société de financement local, est une banque publique de développement française, fondée en février 2013. Elle est active dans le domaine du financement au secteur public local et dans le financement des grands contrats de crédits à l'exportation. Créée dans le cadre de la réorganisation du groupe bancaire franco-belge Dexia, Sfil est une banque publique, détenue en totalité par la Caisse des dépôts et consignations, à l'exception d'une action détenue par l'État français. En 2024, elle affiche un encours de prêts de cinquante milliards d'euros auprès des collectivités et des hôpitaux publics et un soutien de 2,4 milliards d'euros aux entreprises exportatrices.

## Histoire

### 2013- 2018: création et premières années
La Société de financement local, ou SFIL, naît en 2013 à la suite du processus de refonte de Dexia, une banque franco-belge affectée par la crise des subprimes. Elle obtient l'agrément de l'Autorité de contrôle prudentiel et de résolution, qui lui permet d'exercer une activité bancaire. À l’origine, sa mission est de récupérer les créances de prêts toxiques accordés par la banque aux collectivités locales et de négocier un accord de remboursement avec celles-ci, afin de limiter les défauts de paiement et leur impact négatif sur l'économie française. Elle mobilise également des investisseurs de long terme pour proposer aux acteurs publics locaux, aux établissements de santé et aux exportateurs des conditions favorables pour financer les investissements jugés essentiels pour la France. À ce titre, elle accorde par exemple en 2014 un nouveau prêt de vingt millions d'euros au gouvernement de la Polynésie française, pour lui permettre de financer de nouveaux investissements et la restructuration de sa dette.
Dix milliards d'euros d'emprunts avaient été accordés par Dexia à des institutions publiques, à des taux d'intérêt souvent prohibitifs. La SFIL récupère 8,5 milliards d'euros d'encours à sa création et 395 assignations en justice concernant environ trois milliards d'euros. Comme la plupart des contrats ne mentionnent pas de taux annualisé effectif global sur la première page, onze communes de Seine-Saint-Denis obtiennent en février 2013, du tribunal de grande instance de Nanterre, l'annulation de leurs prêts pour vice de forme. Cette décision fait jurisprudence et entraîne un risque d'annulation de prêts octroyés aux collectivités, engendrant un coût potentiel de 17 milliards d'euros à l'État, trois cents des mille cinq cents collectivités concernées ayant porté l'affaire en justice. Deux fonds de soutien aux collectivités et aux hôpitaux sont alors créés, le premier étant doté en juillet 2014 de 1,5 milliard et le second de 100 millions d'euros de budget. Ces sommes sont respectivement doublées et quadruplées en février 2015. Au bout de six ans, la SFIL annonce avoir réduit de 92 % le stock de prêts structurés sensibles hérités de Dexia.

### 2018: rachat par la Caisse des dépôts et consignations
En novembre 2018, le groupe Caisse des dépôts et consignations (CDC) annonce le rachat de la SFIL à l'Agence des participations de l'État (APE) alors que son actionnariat se répartit entre la CDC elle-même, actionnaire à hauteur de 20 %, l'État, actionnaire à 75 % via l'APE et La Banque Postale, qui détient les 5 % restants. L'objectif est de la rapprocher de la Banque des territoires nouvellement créée. Elle fait également l'objet de négociations entre la CDC et l'APE, alors que se déroule en parallèle le rachat de CNP Assurances par La Banque Postale. L'objectif affiché par la CDC est de créer un pôle financier public d'envergure, intégrant toutes ces entités ainsi que Bpifrance. La SFIL affiche cette année-là un produit net bancaire de 186 millions d'euros pour un bénéfice net de 63 millions. Le 30 septembre 2020, la CDC devient l'actionnaire unique de la SFIL, à l'exception d'une action ordinaire conservée par l'État. Celle-ci lui permet d'être présent au conseil d'administration par l'intermédiaire d'un censeur, compte tenu du fait que la SFIL mène une mission d'intérêt public.
La SFIL affiche en 2023 un résultat net de 65 millions d'euros, portée par la forte hausse du soutien à l'export. Celui-ci devient sa première activité, avec 6 milliards d'euros de projets financés cette année-là. À l'été 2024, elle dépasse les cinquante milliards d'euros de prêts au secteur public local, dont 45 milliards pour les collectivités territoriales. Les prêts verts, destinés à la lutte contre le changement climatique, représentent 1,15 milliards d'euros, soit environ 20 % de cette somme. Les prêts sociaux, octroyés aux élus locaux pour financer l'action sanitaire, sociale et familiale, s'établissent à 869 millions d'euros, soit 14 % environ.

## Activités de financement

### Financement des investissements du secteur public local
Sfil est une banque publique de développement dédiée aux collectivités territoriales françaises, aux hôpitaux publics et aux exportations, employant 400 personnes. Son but est de « garantir la stabilité du financement du secteur public local en France (...) et de faire bénéficier [aux collectivités] des meilleures conditions de financement ». Elle finance ainsi les crédits que son partenaire, La Banque Postale, contractualise avec les collectivités locales. Ceux-ci concernent des projets d'intérêt public, comme la construction d'écoles, d'hôpitaux, de gymnases ou d'infrastructures routières. Sfil en est le premier financeur, avec 50 milliards d'euros de prêts à long terme en 2023.

### Financement de projets d’exportation français
Sfil assure également à partir de 2015 le financement de grands contrats d'exportation et devient en 2017 le premier apporteur de liquidités pour le crédit-export. Cette mission concerne les commandes supérieures à 70 millions d'euros et est réalisée en coopération avec les banques commerciales, les besoins inférieurs étant gérés par Bpifrance. La garantie sur les prêts était assurée jusque-là par l'État lui-même, mais c'était au contractant de trouver et négocier avec les banques. L'objectif de ce nouveau système est de favoriser, à moindre coût, la compétitivité des entreprises françaises à l'export. Sfil soutient ainsi directement plusieurs grandes entreprises français comme Airbus, Alstom ou Naval Group en émettant des lettres d’intérêts dès le lancement des négociations commerciales. En 2024, l'export représente un tiers de l'activité de Sfil. Elle obtient cette année-là un nouvel agrément de l'Union européenne. Celui-ci lui permet de financer des projets bénéficiant d’une garantie apportée par une agence de crédit-export européenne, alors que son champ d'action était jusque-là réservé aux projets français.

### Prêts thématiques
En 2024, Sfil annonce avoir octroyé pour trois milliards d'euros de prêts verts, finançant les projets locaux de lutte et d'adaptation au changement climatique. Depuis octobre 2022, l'établissement financier propose également, toujours en partenariat avec la Banque postale, des prêts sociaux, pour aider les élus locaux à financer l'action sanitaire, sociale ou familiale. Ces derniers ont ainsi représenté 14% de sa production en 2023 avec 700 millions d'euros octroyés en un an et demi. Enfin, Sfil met à disposition des prêts santé, prêts dédiés au financement des infrastructures de santé et des équipements médicaux pour améliorer l’accès aux soins et répondre aux besoins de santé publique. Elle possède une filiale locale, Caffil (Caisse Française de Financement Local), qui assure le financement des crédits au secteur local.